# Джабер, Махмуд
Махмуд Джабер (ивр. מחמוד ג'אבר‎; 5 октября 1999, Тайбе) — израильский футболист, полузащитник Сент-Этьен и сборной Израиля.

## Клубная карьера
Воспитанник «Маккаби» из Хайфы.
В 2019 году Махмуд был отдан в аренду в «Хапоэль» (Ноф-ха-Галиль). 5 августа 2019 года дебютировал во взрослом футболе. в 2021 году Махмуд в составе «„Хапоэля“» победил в Национальной лиге и помог клубу вернутся в высший дивизион спустя 15 лет. В июне 2021 года, после окончания аренды, вернулся в «Маккаби».
29 июля 2021 года Джабер дебютировал за команду в матче квалификации Лиги конференций против Тбилисского «Динамо». В августе 2021 года Джабер продлил контракт с «Маккаби» до 2024 года.

## Карьера в сборной
2 июня 2022 года Джабер дебютировал за сборную Израиля в матче Лиги наций против Исландии.

## Статистика

### Сборная
| Израиль | Израиль | Израиль |
| Год     | Игры    | Голы    |
| ------- | ------- | ------- |
| 2022    | 3       | 0       |
| 2023    | 1       | 0       |
| Всего   | 4       | 0       |

### Список матчей за сборную
| Матчи Джабера за сборную Израиля | Матчи Джабера за сборную Израиля | Матчи Джабера за сборную Израиля | Матчи Джабера за сборную Израиля | Матчи Джабера за сборную Израиля | Матчи Джабера за сборную Израиля | Матчи Джабера за сборную Израиля | Матчи Джабера за сборную Израиля | Матчи Джабера за сборную Израиля |
| №                                | Место проведения                 | Дата                             | Оппонент                         | Счёт                             | Голы                             | Замены                           | Номер                            | Соревнование                     |
| -------------------------------- | -------------------------------- | -------------------------------- | -------------------------------- | -------------------------------- | -------------------------------- | -------------------------------- | -------------------------------- | -------------------------------- |
| 1                                | «Самми Офер», Хайфа              | 2 июня 2022                      | Исландия                         | 2 : 2                            |                                  | 61'                              | 6                                | Лига наций 2022/23               |
| 2                                | «Арена Комбетаре», Тирана        | 10 июня 2022                     | Албания                          | 2 : 1                            |                                  |                                  | 13                               | Лига наций 2022/23               |
| 3                                | «Лёйгартальсвётлюр», Рейкьявик   | 13 июня 2022                     | Исландия                         | 2 : 2                            |                                  |                                  | 13                               | Лига наций 2022/23               |
| 4                                | «Стад де Женев», Женева          | 28 марта 2023                    | Швейцария                        | 0 : 3                            |                                  | 54'                              | 19                               | Отборочные матчи ЧЕ-2024         |

Итого: 4 матча / 0 голов; 1 победа, 2 ничьи, 1 поражение.

## Достижения
«Хапоэль» (Ноф-ха-Галиль)
- Победитель Национальной лиги: 2020/21
- Обладатель Кубка Тото: 2020/21

«Маккаби» (Хайфа)
- Чемпион Израиля: 2021/22, 2022/23
- Обладатель Кубка Тото: 2021/22
- Обладатель суперкубка Израиля: 2021, 2023

## Семья
Махмуд родился в арабо-мусульманской семье. Старший брат Махмуда, Абдулла играл за сборную Палестины и был её капитаном.